# Wilczków (powiat sieradzki)
Wilczków – wieś w Polsce położona w województwie łódzkim, w powiecie sieradzkim, w gminie Goszczanów.
W latach 1975–1998 miejscowość należała administracyjnie do województwa sieradzkiego.